# Агнешка Беднарек
Агнешка Беднарек-Каша (нар. 20 лютого 1986, Злотув) — польська волейболістка, центральна блокувальниця. Учасниця Олімпійських ігор 2008 року в Пекіні. Бронзова призерка континентальної першості. Віцечемпіонка Європейських ігор. Володарка Кубка Європейської конфедерації волейболу.

## Із біографії
Кольори національної збірної захищала з 2007 по 2015 рік. Учасниця Олімпіади-2008, чемпіонату світу 2010, Кубка світу 2007, чемпіонатів Європи (2007, 2009, 2011, 2015) розіграшів Всесвітнього гран-прі (2007, 2008, 2009, 2010, 2012) і Європейських ігор 2015 року. Всього провела 157 матчів.
У сезоні 2012/2013 її «Мушинянка» стала переможницею Кубка ЄКВ. Агнешка Беднарек за шість матчів набрала 58 очок, у тому числі 26 — у фінальних іграх проти стамбульського «Фенербахче».
У червні 2009 року взяла шлюб з Войцехом Кашею в Бренні.
Після сезону 2019/2020 завершила спортивну кар'єру.

## Клуби
| Роки      | Команди              |
| --------- | -------------------- |
| 2005–2009 | ПТПС (Піла)          |
| 2009–2013 | «Мушинянка» (Мушина) |
| 2013–2020 | «Хемік» (Полиці)     |

## Досягнення
Чемпіонат Європи :
- Третє місце (1): 2009

 Європейські ігри
- Друге (1): 2015

Кубок ЄКВ :
- Перше місце (1): 2013

Чемпіонат Польщі

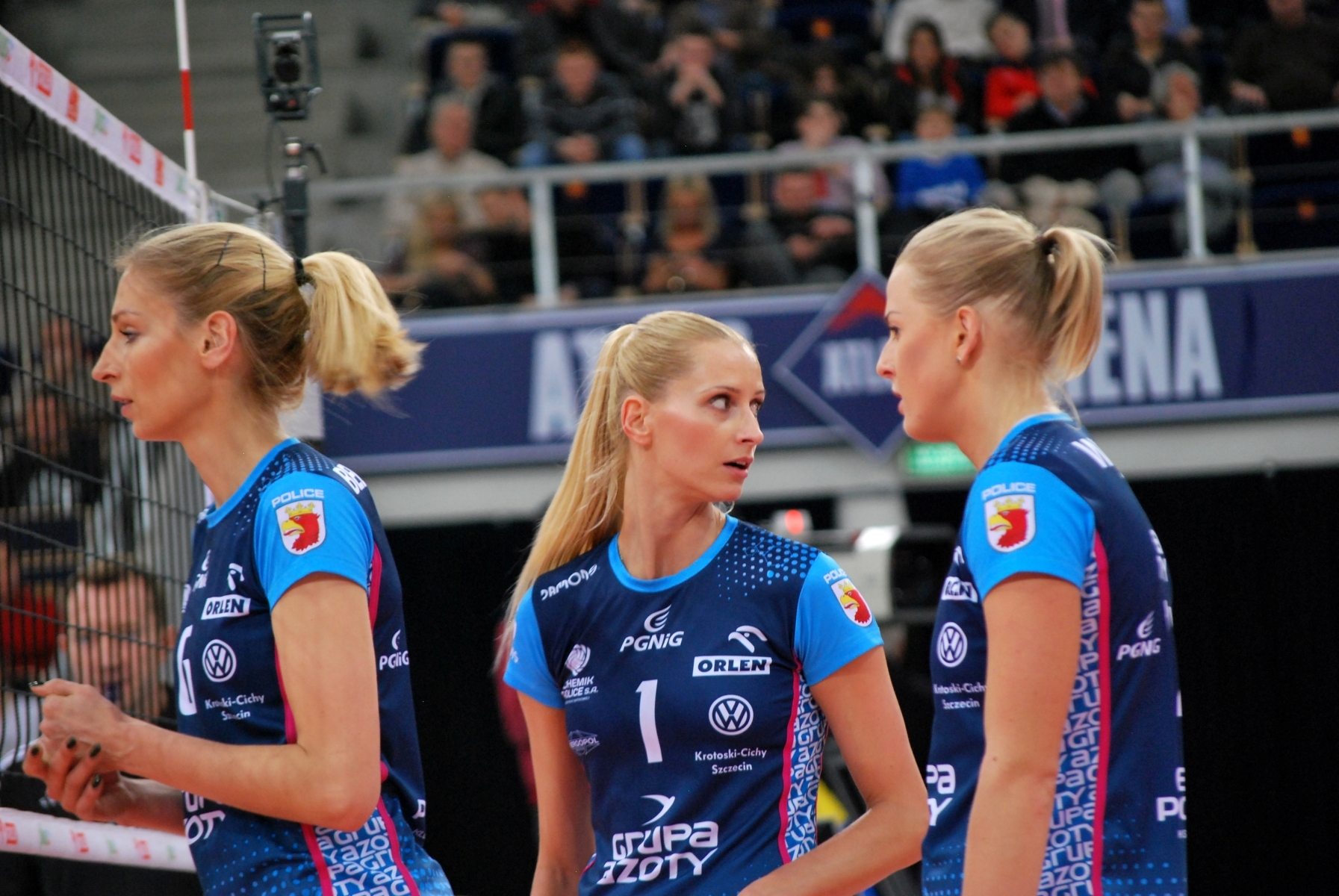
Агнешка Беднарек, Анна Верблінська і Йоанна Волош (2015).

- Перше місце (7): 2011, 2014, 2015, 2016, 2017, 2018, 2020
- Друге місце (5): 2006, 2007, 2008, 2010, 2012
- Третє місце (2): 2009, 2013

Кубок Польщі
- Перше місце (7): 2008, 2011, 2014, 2016, 2017, 2019, 2020

Суперкубок Польщі :
- Перше місце (6): 2008, 2009, 2011, 2014, 2015, 2019

## Статистика
Статистика виступів на Олімпійських іграх:
| Рік  | Турнір           | Ігри | Сети | Очки | Ср.  | Місце | Примітки |
| ---- | ---------------- | ---- | ---- | ---- | ---- | ----- | -------- |
| 2008 | Олімпійські ігри | 5    | 19   | 37   | 1,95 | 9     |          |